# Червена звезда (орден)
Орденът „Червена звезда“ (на руски: Орден Красной Звезды) е съветска военна награда учредена на 6 април 1930 г. С него са награждавани военнослужещи от Червената армия или военноморския флот за големи заслуги към отбраната на Съветския съюз както във военно така и в мирно време. Първият награден е Василий Блюхер, който получава ордена през септември 1930 г.
Орденът „Червена звезда“ е една от най-често срещаните военни награди присъждани по време на Великата Отечествена война. Присъдени са близо 3 милиона награди, на повече от 2 милиона военнослужещи, голяма част от които са младши офицери.
Между 1944 и 1958 г. орденът е присъждан и при 15 години военна или полицейска служба.